# برايس بروكفيلد
برايس بروكفيلد (بالإنجليزية: Price Brookfield)‏ مواليد 11 مايو 1920 في فلويدادا - الوفاة 17 أبريل 2006، كان لاعب كرة سلة أمريكي. بدأ مسيرته الاحترافية في سنة 1945. بلغ طوله 6 قدم 4 بوصة (1.9 م). اعتزل اللعب في 1951. لعب مع بالتيمور باليتس وسكرامنتو كينغز.

## روابط خارجية
- برايس بروكفيلد على موقع إن بي أي (الإنجليزية)
- برايس بروكفيلد على موقع سبورتس رفرنس (الإنجليزية)
- برايس بروكفيلد على موقع ريلجم (الإنجليزية)
- برايس بروكفيلد على موقع بروبوليرز (الإنجليزية)
- برايس بروكفيلد على موقع سبورتس رفرنس (الإنجليزية)